# Birthana taiwana
Birthana taiwana – gatunek motyli z podrzędu Glossata i rodziny Immidae.
Gatunek ten opisany został w 1990 roku przez Johna B. Heppnera na podstawie dwóch okazów samców.
Motyl ten osiąga 15 mm długości przedniego skrzydła. Głowa pomarańczowożółta z ciemnobrązowym czołem i brązowo-czarnymi, złoto oszczeconymi czułkami. Barwa wierzchu przednich skrzydeł czarniawoniebieska z pomarańczowożółtą nasadą kremowobiałymi liniami wzdłuż głównych żyłek. Spód przednich skrzydeł ciemnoszarobrązowy z żółtymi głównymi żyłkami. Tylne skrzydła ciemnoszarobrązowe z pomarańczowożółtą lub żółtą częścią nasadową, białą strzępiną, a od spodu jeszcze jasnoniebieskimi pasami.
Owad znany wyłącznie z Tajwanu.